# 200 meter för damer i friidrott vid olympiska sommarspelen 2020
Damernas 200 meter vid olympiska sommarspelen 2020 avgjordes den 2 och 3 augusti 2021 på Tokyos Olympiastadion i Japan. 41 deltagare från 31 nationer deltog i tävlingen. Det var 19:e gången grenen fanns med i ett OS och den har funnits med i varje upplaga av OS sedan 1948.
Regerande mästaren Elaine Thompson-Herah vann tävlingen efter att ha sprungit på 21,53 sekunder och slog då Merlene Otteys 30 år gamla jamaicanska rekord. Det blev även den näst snabbaste tiden genom tiderna på 200 meter efter Florence Griffith-Joyner. Silvret togs av Christine Mboma från Namibia och bronset av Gabrielle Thomas från USA.

## Rekord
Innan tävlingens start fanns följande rekord:
| Världsrekord     | Florence Griffith Joyner (USA) | 21,34 | Seoul, Sydkorea | 29 september 1988 |
| Olympiskt rekord | Florence Griffith Joyner (USA) | 21,34 | Seoul, Sydkorea | 29 september 1988 |

| Område                                   | Tid (s)    | Vind | Idrottare                | Nation        |
| ---------------------------------------- | ---------- | ---- | ------------------------ | ------------- |
| Afrika                                   | 22,04      | +0,5 | Blessing Okagbare        | Nigeria       |
| Asien                                    | 22,01      | +0,0 | Li Xuemei                | Kina          |
| Europa                                   | 21,63      | +0,3 | Dafne Schippers          | Nederländerna |
| Nordamerika, Centralamerika och Karibien | 21,34 0VR0 | +1,3 | Florence Griffith Joyner | USA           |
| Oceanien                                 | 22,23      | +0,8 | Melinda Gainsford-Taylor | Australien    |
| Sydamerika                               | 22,48      | +1,0 | Ana Claudia Silva        | Brasilien     |

Följande nationsrekord slogs under tävlingen:
| Nation  | Idrottare             | Omgång      | Tid   | Noteringar  |
| ------- | --------------------- | ----------- | ----- | ----------- |
| Namibia | Beatrice Masilingi    | Försöksheat | 22,63 |             |
| Namibia | Christine Mboma       | Försöksheat | 22,11 |             |
| Namibia | Christine Mboma       | Semifinal   | 21,97 | 0VRJ0, 0AR0 |
| Namibia | Christine Mboma       | Final       | 21,81 | 0VRJ0, 0AR0 |
| Schweiz | Mujinga Kambundji     | Försöksheat | 22,26 |             |
| Schweiz | Mujinga Kambundji     | Semifinal   | 22,26 |             |
| Niger   | Aminatou Seyni        | Semifinal   | 22,54 |             |
| Jamaica | Elaine Thompson-Herah | Final       | 21,53 |             |

## Schema
Alla tider är UTC+9.
| Datum                 | Tid        | Omgång                  |
| --------------------- | ---------- | ----------------------- |
| Måndag 2 augusti 2021 | 9:00 19:00 | Försöksheat Semifinaler |
| Tisdag 3 augusti 2021 | 19:00      | Final                   |

## Resultat

### Försöksheat
Kvalificeringsregler: De tre första i varje heat 0Q0 samt de tre snabbaste tiderna 0q0 gick vidare till semifinalerna.

#### Heat 1
| Placering | Bana | Idrottare               | Nation          | Reaktionstid   | Tid   | Noteringar |
| --------- | ---- | ----------------------- | --------------- | -------------- | ----- | ---------- |
| 1         | 6    | Marie-Josée Ta Lou      | Elfenbenskusten | 0,170          | 22,30 | 0Q0        |
| 2         | 3    | Shaunae Miller-Uibo     | Bahamas         | 0,137          | 22,40 | 0Q0        |
| 3         | 8    | Nzubechi Grace Nwokocha | Nigeria         | 0,156          | 22,47 | 0Q0, 0PB0  |
| 4         | 4    | Gloria Hooper           | Italien         | 0,191          | 23,16 | 0q0, 0SB0  |
| 5         | 2    | Ana Azevedo             | Brasilien       | 0,192          | 23,20 | 0SB0       |
| 6         | 5    | Olga Safronova          | Kazakstan       | 0,162          | 23,64 |            |
|           |      |                         |                 | Vind: +0,3 m/s |       |            |

#### Heat 2
| Placering | Bana | Idrottare                    | Nation        | Reaktionstid   | Tid   | Noteringar |
| --------- | ---- | ---------------------------- | ------------- | -------------- | ----- | ---------- |
| 1         | 6    | Shelly-Ann Fraser-Pryce      | Jamaica       | 0,140          | 22,22 | 0Q0        |
| 2         | 3    | Beatrice Masilingi           | Namibia       | 0,185          | 22,63 | 0Q0, 0NR0  |
| 3         | 2    | Dafne Schippers              | Nederländerna | 0,151          | 23,13 | 0Q0        |
| 4         | 8    | Lisa-Marie Kwayie            | Tyskland      | 0,169          | 23,14 | 0q0        |
| 5         | 7    | Rafaéla Spanoudaki-Hatziriga | Grekland      | 0,131          | 23,16 | 0q0        |
| 6         | 4    | Lucia Moris                  | Sydsudan      | 0,149          | 25,24 |            |
| 7         | 5    | Najma Parveen                | Pakistan      | 0,173          | 28,12 | 0SB0       |
|           |      |                              |               | Vind: +0,4 m/s |       |            |

#### Heat 3
| Placering | Bana | Idrottare         | Nation    | Reaktionstid   | Tid   | Noteringar |
| --------- | ---- | ----------------- | --------- | -------------- | ----- | ---------- |
| 1         | 8    | Mujinga Kambundji | Schweiz   | 0,129          | 22,26 | 0Q0, =0NR0 |
| 2         | 5    | Anavia Battle     | USA       | 0,129          | 22,54 | 0Q0        |
| 3         | 4    | Gémima Joseph     | Frankrike | 0,153          | 22,94 | 0Q0        |
| 4         | 7    | Jaël Bestué       | Spanien   | 0,171          | 23,19 | 0PB0       |
| 5         | 6    | Inna Eftimova     | Bulgarien | 0,141          | 23,42 |            |
|           |      |                   |           | Vind: -0,2 m/s |       |            |

#### Heat 4
| Placering | Bana | Idrottare               | Nation    | Reaktionstid   | Tid   | Noteringar       |
| --------- | ---- | ----------------------- | --------- | -------------- | ----- | ---------------- |
| 1         | 3    | Christine Mboma         | Namibia   | 0,275          | 22,11 | 0Q0, 0VRJ0, 0NR0 |
| 2         | 2    | Gabrielle Thomas        | USA       | 0,172          | 22,20 | 0Q0              |
| 3         | 5    | Aminatou Seyni          | Niger     | 0,144          | 22,72 | 0Q0, 0SB0        |
| 4         | 8    | Rhoda Njobvu            | Zambia    | 0,145          | 23,33 |                  |
| 5         | 6    | Jessica-Bianca Wessolly | Tyskland  | 0,176          | 23,41 |                  |
| 6         | 4    | Vitória Cristina Rosa   | Brasilien | 0,187          | 23,59 |                  |
| 7         | 7    | Dutee Chand             | Indien    | 0,140          | 23,85 | 0SB0             |
|           |      |                         |           | Vind: +0,7 m/s |       |                  |

#### Heat 5
| Placering | Bana | Idrottare           | Nation    | Reaktionstid   | Tid            | Noteringar |
| --------- | ---- | ------------------- | --------- | -------------- | -------------- | ---------- |
| 1         | 4    | Anthonique Strachan | Bahamas   | 0,155          | 22,76          | 0Q0, =0SB0 |
| 2         | 6    | Lorène Bazolo       | Portugal  | 0,130          | 23,21          | 0Q0        |
| 3         | 7    | Dalia Kaddari       | Italien   | 0,144          | 23,26 (23,251) | 0Q0        |
| 4         | 2    | Shericka Jackson    | Jamaica   | 0,167          | 23,26 (23,255) |            |
| 5         | 3    | Ivet Lalova-Collio  | Bulgarien | 0,158          | 23,39          | 0SB0       |
| 6         | 5    | Shanti Pereira      | Singapore | 0,164          | 23,96          | 0SB0       |
|           |      |                     |           | Vind: -0,3 m/s |                |            |

#### Heat 6
| Placering | Bana | Idrottare             | Nation         | Reaktionstid   | Tid   | Noteringar |
| --------- | ---- | --------------------- | -------------- | -------------- | ----- | ---------- |
| 1         | 6    | Crystal Emmanuel      | Kanada         | 0,157          | 22,74 | 0Q0, 0SB0  |
| 2         | 8    | Beth Dobbin           | Storbritannien | 0,136          | 22,78 | 0Q0, =0SB0 |
| 3         | 5    | Elaine Thompson-Herah | Jamaica        | 0,165          | 22,86 | 0Q0        |
| 4         | 4    | Imke Vervaet          | Belgien        | 0,138          | 23,05 | 0q0, 0PB0  |
| 5         | 7    | Phil Healy            | Irland         | 0,140          | 23,21 | 0SB0       |
|           |      |                       |                | Vind: +0,4 m/s |       |            |

#### Heat 7
| Placering | Bana | Idrottare            | Nation        | Reaktionstid   | Tid   | Noteringar |
| --------- | ---- | -------------------- | ------------- | -------------- | ----- | ---------- |
| 1         | 2    | Jenna Prandini       | USA           | 0,163          | 22,56 | 0Q0        |
| 2         | 6    | Gina Bass            | Gambia        | 0,158          | 22,74 | 0Q0        |
| 3         | 7    | Riley Day            | Australien    | 0,155          | 22,94 | 0Q0        |
| 4         | 5    | Maja Mihalinec Zidar | Slovenien     | 0,145          | 23,62 | 0SB0       |
| 5         | 4    | Kristina Knott       | Filippinerna  | 0,133          | 23,80 |            |
|           | 8    | Jamile Samuel        | Nederländerna |                |       | 0DNS0      |
|           |      |                      |               | Vind: +0,9 m/s |       |            |

### Semifinaler
Kvalificeringsregler: De två första i varje heat 0Q0 samt de två snabbaste tiderna 0q0 gick vidare till finalen.

#### Semifinal 1
| Placering | Bana | Idrottare               | Nation        | Reaktionstid   | Tid            | Noteringar |
| --------- | ---- | ----------------------- | ------------- | -------------- | -------------- | ---------- |
| 1         | 6    | Shelly-Ann Fraser-Pryce | Jamaica       | 0,143          | 22,13          | 0Q0        |
| 2         | 4    | Beatrice Masilingi      | Namibia       | 0,181          | 22,40          | 0Q0, 0PB0  |
| 3         | 5    | Anthonique Strachan     | Bahamas       | 0,153          | 22,56 (22,551) | 0SB0       |
| 4         | 9    | Riley Day               | Australien    | 0,147          | 22,56 (22,557) | 0PB0       |
| 5         | 7    | Jenna Prandini          | USA           | 0,142          | 22,57          |            |
| 6         | 2    | Dafne Schippers         | Nederländerna | 0,151          | 23,03          |            |
| 7         | 8    | Lorene Bazolo           | Portugal      | 0,138          | 23,20          |            |
| 8         | 3    | Lisa Marie Kwayie       | Tyskland      | 0,169          | 23,42          |            |
|           |      |                         |               | Vind: +0,3 m/s |                |            |

#### Semifinal 2
| Placering | Bana | Idrottare                    | Nation         | Reaktionstid   | Tid   | Noteringar       |
| --------- | ---- | ---------------------------- | -------------- | -------------- | ----- | ---------------- |
| 1         | 9    | Elaine Thompson-Herah        | Jamaica        | 0,165          | 21,66 | 0Q0, =0PB0       |
| 2         | 4    | Christine Mboma              | Namibia        | 0,212          | 21,97 | 0Q0, 0VRJ0, 0AR0 |
| 3         | 6    | Gabrielle Thomas             | USA            | 0,156          | 22,01 | 0q0              |
| 4         | 5    | Gina Bass                    | Gambia         | 0,144          | 22,67 |                  |
| 5         | 8    | Beth Dobbin                  | Storbritannien | 0,145          | 22,85 |                  |
| 6         | 7    | Crystal Emmanuel             | Kanada         | 0,166          | 23,05 |                  |
| 7         | 2    | Gemima Joseph                | Frankrike      | 0,168          | 23,19 |                  |
| 8         | 1    | Gloria Hooper                | Italien        | 0,197          | 23,28 |                  |
| 9         | 3    | Rafaéla Spanoudaki-Hatziriga | Grekland       | 0,117          | 23,38 |                  |
|           |      |                              |                | Vind: +0,3 m/s |       |                  |

#### Semifinal 3
| Placering | Bana | Idrottare               | Nation          | Reaktionstid   | Tid   | Noteringar |
| --------- | ---- | ----------------------- | --------------- | -------------- | ----- | ---------- |
| 1         | 6    | Marie-Josée Ta Lou      | Elfenbenskusten | 0,178          | 22,11 | 0Q0, 0SB0  |
| 2         | 5    | Shaunae Miller-Uibo     | Bahamas         | 0,154          | 22,14 | 0Q0        |
| 3         | 7    | Mujinga Kambundji       | Schweiz         | 0,139          | 22,26 | 0q0, =0NR0 |
| 4         | 9    | Nzubechi Grace Nwokocha | Nigeria         | 0,172          | 22,47 | =0PB0      |
| 5         | 8    | Aminatou Seyni          | Niger           | 0,156          | 22,54 | 0NR0       |
| 6         | 4    | Anavia Battle           | USA             | 0,167          | 23,02 |            |
| 7         | 2    | Imke Vervaet            | Belgien         | 0,139          | 23,31 |            |
| 8         | 3    | Dalia Kaddari           | Italien         | 0,134          | 23,41 |            |
|           |      |                         |                 | Vind: +0,1 m/s |       |            |

### Final
| Placering | Bana | Idrottare               | Nation          | Reaktionstid   | Tid   | Noteringar  |
| --------- | ---- | ----------------------- | --------------- | -------------- | ----- | ----------- |
| 1         | 7    | Elaine Thompson-Herah   | Jamaica         | 0,173          | 21,53 | 0NR0        |
| 2         | 5    | Christine Mboma         | Namibia         | 0,169          | 21,81 | 0VRJ0, 0AR0 |
| 3         | 3    | Gabrielle Thomas        | USA             | 0,159          | 21,87 |             |
| 4         | 4    | Shelly-Ann Fraser-Pryce | Jamaica         | 0,141          | 21,94 |             |
| 5         | 6    | Marie-Josée Ta Lou      | Elfenbenskusten | 0,150          | 22,27 |             |
| 6         | 8    | Beatrice Masilingi      | Namibia         | 0,166          | 22,28 | 0PB0        |
| 7         | 2    | Mujinga Kambundji       | Schweiz         | 0,147          | 22,30 |             |
| 8         | 9    | Shaunae Miller-Uibo     | Bahamas         | 0,145          | 24,00 |             |
|           |      |                         |                 | Vind: +0,8 m/s |       |             |